# Идигов, Ахъяд Данилбекович
Ахъяд Данилбекович Идигов (чечен. ИдиггӀеран Данилбека Ахьъяд, Idigġeran Danilbeka Aẋ′yad, домашнее имя Иса; 3 сентября 1948, посёлок Майкаин, Павлодарская область, Казахская ССР) — чеченский государственный и политический деятель. Председатель Президиума Правительства Чеченской Республики Ичкерия (в изгнании) до 2019.

## Биография
Родился 3 сентября 1948 году в посёлке Майкаине Павлодарской области Казахской ССР, куда его семья была депортирована в 1944 году. Чеченец. Старший сын в семье.
В 1966 году окончил школу № 55 в Грозном. В 1967 году поступил в Грозненский нефтяной институт на строительный факультет, который окончил спустя пять лет. В армии не служил, так как обучался на военной кафедре ГНИ. Стал лейтенантом, потом на краткосрочных обязательных военных сборах получил воинское звание капитана.
В 1973—1991 годах работал мастером в СУ-1 треста "Грозтрубопроводстрой", начальником участка в СУ-1, потом начальником управления СМП-131, вернулся в СУ-1 на должность главного инженера, начальник СУ-1 треста "Грозтрубопроводстрой".

## Политическая деятельность
Член КПСС с 1980 до 1991 годы, стоял за «демократизацию» и «либерализацию» СССР, сторонник М.С. Горбачева по переформатированию СССР.
Хотел заняться бизнесом, а не политикой, но поддержал чеченское национально-освободительное движение и деятельность Джохара Дудаева. Участвовал в организации Первого чеченского национального съезда, возглавлял в Грозном районную организацию по выборам выборщиков на съезд, делегат Общенационального конгресса чеченского народа (ОКЧН).
Депутат (со 2 ноября 1991 г.), участник парламентских комиссий, председатель Комитета по вопросам промышленности, строительства, энергетики, транспорта и связи, заместитель председателя (с 1992 г.), председатель Парламента Чеченской Республики Ичкерия в 1993—1997 гг. Считается одним из т. н. «дудаевцев» — соратником и помощником Джохара Дудаева в деле строительства независимого чеченского государства.
Во время первой российско-чеченской войны (1994—1996 гг.), будучи первым заместителем председателя Государственного комитета обороны ЧРИ (ГКО ЧРИ), принимал активное участие в организации политической работы против российских властей (организовал фронтовое радио, по которому неоднократно выступал,  народные конгрессы и др.). В 1993—1996 гг. — участник российско-чеченских переговоров. Подписал Соглашение о мире (блок военных вопросов) между РФ и ЧРИ от 30.07.1995 г. В 1995 г. против него со стороны РФ было заведено фабрикованное дело.
В военное время, после гибели Дудаева в апреле 1996 г., был сторонником Масхадова, но во время предвыборной президентской кампании отказался возглавить его избирательный штаб.
В 1997 г. он вновь избран депутатом Парламента ЧРИ и назначен председателем Комитета внешних связей Парламента ЧРИ, а в 1998 г. — первым вице-президентом международной Организации Непредставленных Народов (г. Гаага).
Добился отмены антиконституционного Указа Президента ЧРИ Масхадова о введении шариатской формы правления на территории ЧРИ, поскольку, по его мнению, она была несвойственна чеченскому народу.
30 октября 1998 г. президент ЧРИ Аслан Масхадов издал указ о назначении Идигова министром иностранных дел ЧРИ. Идигов отказался от должности из-за разногласий с политикой президента и почти год не выходил на работу. Позже Идигов объяснял, что «…я не просил президента назначать меня главой МИД. Указ о моем назначении был издан тогда без моего ведома и без моего согласия».
С началом второй российско-чеченской войны, как бывший председатель Парламента ЧРИ, был снова введён в состав ГКО ЧРИ. В октябре 1999 г. на заседании ГКО ЧРИ командующие фронтов единогласно выдвинули предложение о направлении А. Идигова на Запад для разъяснения позиции чеченской стороны во второй российско-чеченской войне и поиска там поддержки для мирного разрешения российско-чеченских отношений в рамках международного права. 21 октября 1999 г. парламент и президент страны направили его с коллегой по парламенту за рубеж. Выступал по чеченскому вопросу в ООН, ПАСЕ, Европейском  парламенте и др. местах.
Парламент ЧРИ и Президент ЧРИ, бывший ещё и председателем ГКО ЧРИ, Аслан Масхадов с 21 февраля 2004 г. наделили Ахъяда Идигова полномочиями организации и ведения всей политической работы от имени Парламента ЧРИ за рубежом. По состоянию на июль 2020 года позиционирует себя председателем Президиума Правительства ЧРИ.
Участник межчеченских переговоров «Барт» (чечен. «Согласие»).
Живёт во Франции.

## Награды
- Кавалер высшего ордена Ичкерии «Къоман Сий» (Орден «Честь Нации»).
- Заслуженный строитель Болгарии.

## Личная жизнь
Женат. Есть дети и внуки.
Имеет родственные (но не кровные) связи с семьёй Джохара Дудаева: племянник Дудаева, член Президиума Правительства ЧРИ Муса Таипов был женат на родной сестре Идигова, а двоюродная сестра Идигова была замужем за сводным братом Дудаева.
Мастер спорта СССР, чемпион ЧИАССР по вольной борьбе, чемпион Юга СССР, будучи студентом, приглашался в сборную Вооруженных сил СССР по вольной борьбе, но его отец отказался.
Свободно владеет чеченским (родным) и русским языками. Читает и говорит на английском и французском языках.

## Публикации
- Ахъяд Идигов. Книга Ахмадова Ильяса «Чеченская борьба: завоёванная и потерянная независимость»[9].